# El Observador (Urugvaj)
El Observador su urugvajske dnevne novine sa sjedištem u glavnom gradu Montevideu. 
Prvi broj novina izašao je 22. listopada 1991. Osnivač El Observadora je urugvajski novinar Ricardo Peirano. Novine se od početka svog izlaženja tiskaju u tabloidnom obliku. Politički su usmjerene prema desnom centru, ali nisu podložne niti jednoj političkoj stranci. 
Prodaju se u svim dijelovima Urugvaja, ali po potrebi se mogu slati (kao dio pretplate) u druge susjedne zemlje poput Brazila, Paragvaja i Argentine. 
Izlaze isključivo na španjolskom jeziku.
Jedan od poznatijih urugvajskih novinara koji je pisao za novine je i radijski voditelj Emiliano Cotelo.

## Vanjske poveznice
- Mrežno izdanje novina (šp.)